# Район Накано
35°42′26.16″ пн. ш. 139°39′49.46″ сх. д. / 35.7072667° пн. ш. 139.6637389° сх. д.
Райо́н Нака́но (яп. 中野区, なかのく, МФА: [nakano ku̥], «Середньопольний район») — особливий район в японській столиці Токіо.

## Географія
Площа району Накано на 1 жовтня 2008 становила близько 15,59 км².

## Населення
Населення району Накано на 1 липня 2011 становило близько 313 760 осіб. Густота населення становила 20 125,7 осіб/км².

## Освіта
- Токійський університет (додатковий кампус)

## Галерея

Розташування